# Klapperjunge

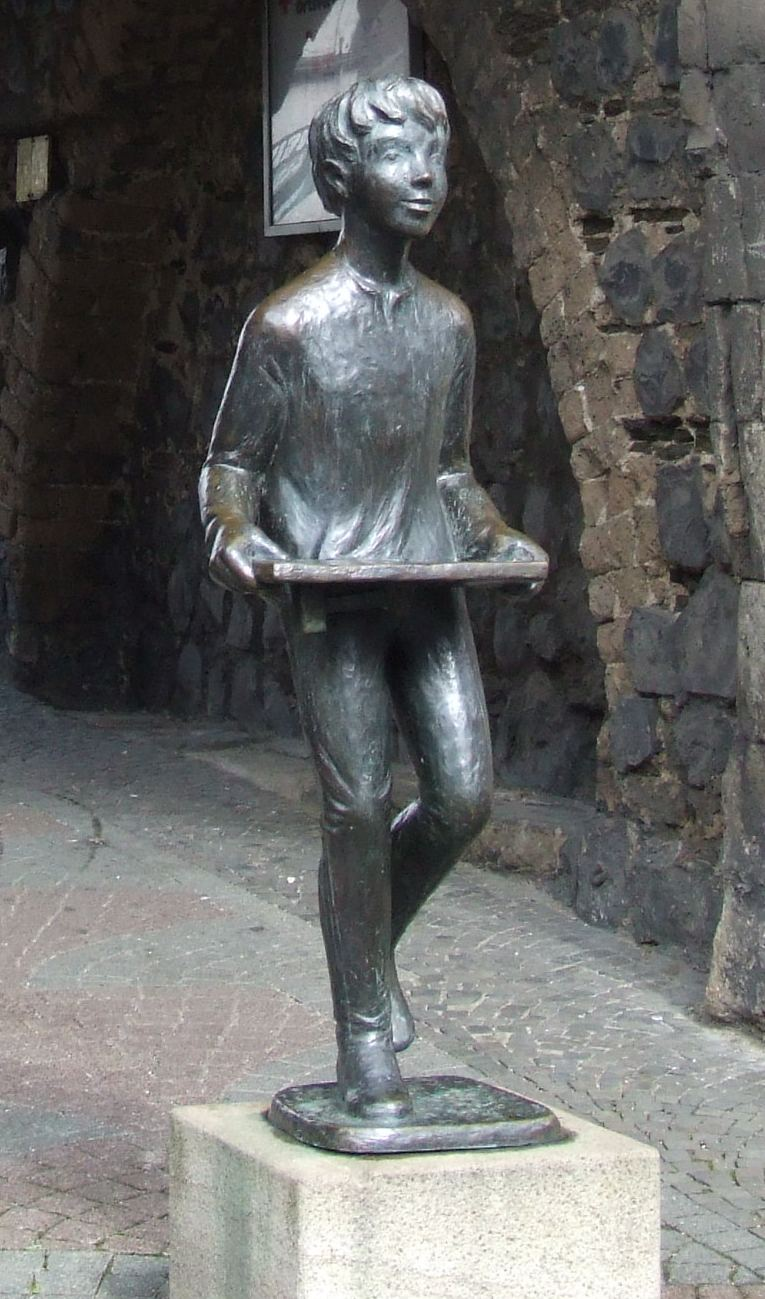
Bronzestatue „Linzer Klapperjunge“ (1987) in Linz am Rhein

Klapperjungen (auch Klepperbuben, Rasselbuben, oder Ratschenbuam, Ratschenkinder) übernehmen in katholischen Gemeinden zwischen Gründonnerstag und Karsamstag die Funktion der Kirchenglocken.
Aus Trauer über die Passion Christi schweigen die Kirchenglocken, nachdem sie beim Gloria der Gründonnerstagsmesse zum letzten Mal geläutet haben. Der Volksmund sagt dazu auch, die Glocken seien nach Rom geflogen. Um der Gemeinde in dieser Zeit die Zeiten für den Angelus anzuzeigen und sie zu den Gottesdiensten zu rufen, ziehen die Dorfkinder und -jugendlichen mit Holzklappern aus. Diese Klappern bestehen aus einem Stab, der durch ein Brett gesteckt ist, und oben einen Holzhammer hat, der nach beiden Seiten frei schwingen kann. Ebenfalls kommen diverse andere „Kracherzeuger“ – meistens selbst gebastelt und aus Holz – zum Einsatz, etwa Ratschen.

## Regionale Besonderheiten
Der Klapperjungenbrauch unterliegt teils auch regionalen Einfärbungen. So können neben den Klappern verschiedene Sprüche oder Ausrufe hinzukommen. Im Rheinland wird örtlich (so etwa in Bornheim) z. B. „Morjensklock“, „Meddachsklock“ bzw. „Ovendsklock“ gerufen (hochdeutsch „Morgens-“, „Mittags-“, „Abendsglocke“). In Oberfranken ist die Bezeichnung „Roffln“ üblich. Der Rhythmus des Klapperns ist in vielen Ortschaften festgelegt. In einigen Ortschaften haben sich Ausrufe überliefert. In Königshofen an der Kahl (Landkreis Aschaffenburg) ist beispielsweise gebräuchlich:
- zum Angelus „Wir klappern das Ave Maria, den Himmelsgruß, den jeder Christ beten muss“
- eine halbe Stunde vor Gottesdienst: „Wir klappern das erste und zweite Zeichen zur Kirche“
- eine Viertelstunde vor dem Gottesdienst „Eiche, Buche, Tanne, wir klappern jetzt zusammen“
- Karfreitags vor der Karfreitagsliturgie wird statt „Eiche, Buche, Tanne“ gesungen: „Wir klappern das Leiden und Sterben Christi“

Beim letzten Klappern vor der Osternacht klingeln die Klapperkinder an allen Haustüren, um für ihren Einsatz Süßigkeiten, Ostereier oder Geld zu sammeln.